# Converse (przedsiębiorstwo)
Converse, Inc. – amerykańskie przedsiębiorstwo odzieżowe, założone w 1908 roku w Malden, w stanie Massachusetts.
Producent butów takich jak Chuck Taylor All Star, Jack Purcell czy model One Star. Converse były pierwszymi butami do koszykówki, które pojawiły się na boisku w 1917 roku. Obecnie w całości firma zależna jest od koncernu Nike.
W 2019 roku firma ogłosiła przygotowywanie kolekcji Renew, do produkcji której wykorzystuje recyklingowane odpady pokonsumenckie i przemysłowe.